# Polytrichum spegazzinii
Polytrichum spegazzinii là một loài rêu trong họ Polytrichaceae. Loài này được Müll. Hal. mô tả khoa học đầu tiên năm 1885.